# The Hottie and the Nottie
The Hottie and the Nottie är en amerikansk långfilm från 2008 i regi av Tom Putnam, med Paris Hilton, Joel David Moore, Christine Lakin och Johann Urb i rollerna.

## Handling
Nate (Joel David Moore) flyttar till Los Angeles för att hitta Cristabel (Paris Hilton), kvinnan han varit förälskad i sedan de båda var barn. Det visar sig att det största hindret för att fånga kärleken är hennes bästa vän, den betydligt mindre attraktiva June (Christine Lakin). Problemen ökar när Nate inser att han börjar få känslor för June.	

## Rollista
| Paris Hilton          | – Cristabel Abbott |
| Joel David Moore      | – Nate Cooper      |
| Christine Lakin       | – June Phigg       |
| Johann Urb            | – Johann Wulrich   |
| Adam Kulbersh         | – Cole Slawsen     |
| The Greg Wilson       | – Arno Blount      |
| Marianne Muellerleile | – Mrs. Blount      |
| Kathryn Fiore         | – Jane             |